# Walter Isaacson
 (mars 2019).
Si vous disposez d'ouvrages ou d'articles de référence ou si vous connaissez des sites web de qualité traitant du thème abordé ici, merci de compléter l'article en donnant les références utiles à sa vérifiabilité et en les liant à la section « Notes et références ».
Walter Isaacson, né le 20 mai 1952 à La Nouvelle-Orléans en Louisiane, est un auteur et biographe américain. Il est le président directeur général d'Aspen Institute. Il a également été PDG de CNN et directeur de la rédaction du magazine Time, pour lequel il est actuellement chroniqueur. Il a écrit les biographies de Henry Kissinger, Benjamin Franklin, Albert Einstein, Steve Jobs, Elon Musk et Léonard de Vinci.

## Études
Après avoir obtenu son diplôme de l’école Isidore Newman School de La Nouvelle-Orléans, Walter Isaacson participe au programme d’été de Telluride Association au Deep Springs College.
Après, Isaacson obtint un doctorat en histoire et littérature de l’université Harvard où il était membre du Harvard Lampoon (un périodique humoristique et sarcastique fondé par des étudiants américains de l'université Harvard).
Ensuite, Isaacson fit des études en philosophie, politique et économie en tant que boursier Rhodes au Pembroke College, l'un des établissements constitutifs de l'université d'Oxford au Royaume-Uni.

## Carrière
Walter Isaacson a commencé sa carrière de journaliste avec The Sunday Times à Londres, puis avec New Orleans Times-Picayune aux États-Unis.
Il a rejoint TIME en 1978 où il a travaillé comme correspondant politique, rédacteur en chef national et rédacteur en chef de la Division Nouveau Média. En 1996, il est devenu le 14e rédacteur en chef du magazine.
Il est devenu président et PDG de CNN en 2001, puis de Aspen Institute en 2003.
Il a écrit les biographies de plusieurs célébrités, tels que Einstein (2007), Benjamin Franklin (2003) et Kissinger (1992).
Le 24 octobre 2011, Isaacson a été autorisé à écrire la biographie du cofondateur d'Apple Computer, Steve Jobs, cette biographie a été publiée par Simon & Schuster et est devenue un best-seller international.
Il est président du conseil de Teach for America (une organisation à but non lucratif encourageant l’enseignement gratuit dans les régions à revenu faible).
Il est membre du conseil des United Airlines, de l’université Tulane, de l’université Harvard, de la fondation Bloomberg Family et de la société American Historians.

## Service gouvernemental
En octobre 2005, Kathleen Blanco, le gouverneur de la Louisiane, a nommé Isaacson vice-président de l’organisation Louisiana Recovery Authority dont l’objectif est de superviser la reconstruction dans les régions touchées par l'ouragan Katrina.
En décembre 2007, il a été nommé par le président George W. Bush président du U.S.-Palestinian Partnership qui cherche à créer des opportunités économiques et scolaires dans les territoires palestiniens.
Il a été nommé par le Secrétaire d’État Hillary Clinton, vice président du programme Partners for a New Beginning qui encourage les investissements dans le secteur privé et les partenariats avec le monde musulman.
Il a été aussi coprésident du U.S.-Vietnamese Dialogue à propos de l’Agent Orange. En janvier 2008, ce programme a annoncé des projets de construction des centres de santé et des laboratoires de la dioxine dans les régions vietnamiennes affectées par l’Agent Orange.
En 2009, le président Obama l’a nommé président de l’agence Broadcasting Board of Governors chargé du contrôle des radios et télévisions internationales financées par le gouvernement américain tels que Voice of America et Radio Free Europe. Il y est resté jusqu’à janvier 2012.

## Publications
- Elon Musk, 2023 (Fayard pour la traduction française  (ISBN 978-2-253-24938-2)).
- Leonardo Da Vinci, 2017 (Simon & Schuster,  (ISBN 978-1501139154) / Léonard de Vinci — La biographie (2019, Collection Quanto, Presse polytechniques et universitaires romandes, Lausanne,  (ISBN 978-2889152636))
- Les Innovateurs, 2014
- Steve Jobs, 2011
- American Sketches, 2009
- Albert Einstein: His Life and Universe, 2007
- Benjamin Franklin: An American Life, 2003
- Kissinger: A Biography, 1992
- The Wise Men: Six Friends and the World They Made, 1986 – écrit avec Evan Thomas